# Bronasti jezdec (pesem)
Bronasti jezdec: Peterburška povest (rusko Медный всадник: Петербургская повесть Mednyy vsadnik: Peterburgskaya povest) je pripovedna pesem, ki jo je napisal Aleksander Sergejevič Puškin leta 1833 o konjeniškem kipu Petra Velikega v Sankt Peterburgu in veliki poplavi leta 1824. Pesem je napisal leta 1833, v celoti pa je bila objavljena šele po njegovi smrti, saj je bilo njegovo delo pod cenzuro zaradi politične narave drugih njegovih spisov. Bronasti jezdec, ki velja za Puškinovo najuspešnejšo pripovedno pesem, je imel trajen vpliv na rusko književnost. Puškinov kritik A. D. P. Briggs hvali pesem »kot najboljšo v ruskem jeziku in celo najboljšo pesem, napisano kjerkoli v 19. stoletju«. Velja za eno najvplivnejših del v ruski književnosti in je eden od razlogov, da Puškina pogosto imenujejo »ustanovitelj moderne ruske književnosti«.
Kip je zaradi velikega vpliva pesmi postal znan kot Bronasti jezdec.

## Povzetek zapleta
Pesem je razdeljena na tri dele: krajši uvod (90 vrstic) in dva daljša dela (164 in 222 vrstic). Uvod se začne z mitologizirano zgodovino ustanovitve mesta Sankt Peterburg leta 1703. V prvih dveh kiticah stoji Peter Veliki na robu reke Neve in si zamisli idejo o mestu, ki bo ogrozilo Švede in odprlo »okno v Evropo«. Pesem opisuje območje kot skoraj nenaseljeno: Peter lahko vidi le en čoln in peščico temnih hiš, v katerih živijo finski kmetje. Sankt Peterburg je bil pravzaprav zgrajen na ozemlju, ki so ga Švedi na novo pridobili v veliki severni vojni, Peter pa je sam izbral mesto za ustanovitev velikega mesta, ker je Rusiji zagotavljalo kotiček dostopa do Baltskega morja in s tem do Atlantika in Evrope.
Preostali del uvoda je napisan v prvi osebi in se bere kot oda mestu Peterburg. Pesnik-pripovedovalec opisuje, kako ljubi Peterburg, vključno s »strogo, mišičasto podobo« mesta (l. 44), njegovimi znamenitostmi, kot je Admiraliteta (ll. 50–58), ter ostrimi zimami in dolgimi poletnimi večeri (ll. 59 – ll. 84). Spodbuja mesto, naj ohrani svojo lepoto in moč ter trdno stoji proti valovom Neve (ll. 85–91).
I. del se odpre s podobo Neve, ki se razburja v neurju: reka se »premetava kot bolana v svoji nemirni postelji« (ll. 5–6). V tem ozadju mlad revež v mestu, Evgenij, razmišlja o svoji ljubezni do mlade ženske Paraše in namerava z njo preživeti preostanek svojega življenja (ll. 49–62). Evgenij zaspi, pripoved pa se nato obrne nazaj na Nevo z opisom, kako reka poplavi in uniči velik del mesta (ll. 72–104). Prestrašeni in obupani Evgenij ostane sam sedeti na vrhu dveh marmornih levov na Petrovem trgu, obdan z vodo in s kipom bronastega jezdeca, ki ga gleda navzdol (ll. 125–164).
V drugem delu Evgenij najde trajektnega ladjarja in mu ukaže, naj vesla tja, kjer je bil nekoč Parašin dom (ll. 26 – ll. 56). Vendar odkrije, da je njen dom uničen (ll. 57–60), zapade v nori delirij in se zasmeje (ll. 61–65). Leto dni roma po ulicah kot nor (ll. 89–130), naslednjo jesen pa se spomni na noč nevihte (ll. 132–133) in vir svojih težav. V navalu besa preklinja Petrov kip (ll. 177–179), kip oživi, Peter pa začne zasledovati Evgenija (ll. 180–196). Pripovedovalec Evgenijeve smrti ne opisuje neposredno, ampak se pesem zaključi z odkritjem njegovega trupla v porušeni koči, ki plava na vodi (ll. 219–222).

## Žanr
Formalno je pesem nenavadna mešanica žanrov: deli, ki obravnavajo carja Petra, so napisani v slovesnem, odičnem slogu 18. stoletja, Evgenijevi pa so prozaični, igrivi in v zadnjih fazah napolnjeni s patosom. To mešanico žanrov predvideva naslov: Bronzasti jezdec je predlagal veličastno odo, toda podnaslov Peterburška zgodba navaja, da pričakujemo nejunaškega protagonista. Metrično je celotna pesem napisana z uporabo štiristopenjskega jamba, eden izmed Puškinovih prednostnih metrov, vsestranska oblika, ki se lahko prilagodi spreminjajočemu se razpoloženju pesmi. Pesem ima raznoliko shemo rim in kitice različnih dolžin.
Kritik Michael Watchel je predlagal, da je Puškin v tej pesmi nameraval ustvariti nacionalni ep, pri čemer trdi, da imajo Petrovi odseki številne tipične značilnosti epske poezije. Opozarja na Puškinovo obsežno uporabo starozaveznega jezika in aluzij, ko opisuje tako ustanovitev Sankt Peterburga kot poplavo, ter trdi, da se močno opirajo na knjigo Geneze. Dodaten dokaz za kategorizacijo Puškinove pesmi kot epa je mogoče videti v njeni shemi rim in strukturi kitice, ki omogočata delu, da prenese svoj pomen na zelo jedrnat, a umetniški način. Še eno vzporednico klasičnemu epskemu izročilu lahko potegnemo v zadnjih prizorih Evgenijevega pogreba, ki so opisani kot »za božjo voljo«. V ruščini ta stavek po Newmanu ne pomeni »zastrašujoče nestrpnosti, temveč takšnega sklicevanja na krščansko čustvo, ki bi ga lahko naredil berač«. Zato je pomanjkanje empatije in dobrodelnosti v Peterburgu tisto, kar na koncu povzroči Evgenijevo smrt. Zahteva, da mora civilizacija imeti moralni red, je tema, ki jo najdemo tudi v Vergilijevih spisih. Vendar dodaja, da je zaplet Evgenija v nasprotju z epskim načinom, in hvali Puškina za njegovo »izjemno sposobnost sintetiziranja različnih materialov, stilov in žanrov«. Še posebej nenavadno je, da se Puškin osredotoča na protagonista, ki je skromen in tudi navidezno odličen. V tej novi vrsti epa je več vprašanj kot odgovorov, kjer »agnostična ironija zlahka najde mesto«, medtem ko bi bil »nepristranski bralec prisiljen prepoznati, da se ukvarja z najglobljimi vprašanji, s katerimi se sooča človeštvo«. Sklepa, da če naj bi pesem označili za nacionalni ep, je »zelo idiosinkratična«.

## Zgodovinski in kulturni kontekst
Več kritikov je predlagalo, da je bil neposredni navdih za Bronzanega jezdeca delo poljskega pesnika Adama Mickiewicza. Preden je začel delati na Bronzastem jezdecu, je Puškin prebral Mickiewiczovo Predvečerje (poljsko Dziady; 1823–1832), ki vsebuje pesem z naslovom Mojim moskovskim prijateljem, ki je tanko prikrit napad na Puškina in Vasilija Žukovskega, ker se nista pridružila radikalnemu dekabrističnemu uporu leta 1825. Predvečerje vsebuje pesmi, kjer je Peter I. opisan kot despot, ki je mesto ustvaril zaradi avtokratske muhavosti in pesem se norčuje iz Falconetovega kipa, kot da bi skočil s prepada. Puškinovo pesem je mogoče delno brati kot repliko Mickiewiczu, čeprav se večina kritikov strinja, da so njene skrbi veliko širše od odgovora političnemu sovražniku.
Obstajajo jasne podobnosti med Puškinovim glavnim junakom v Bronastem jezdecu in njegovim drugim delom Evgenij Onjegin. Prvotno je Puškin želel nadaljevati Evgenija Onjegina v tej pripovedi, namesto tega pa se je odločil ustvariti novega Jevgenija z drugačnim priimkom, vendar je bilo to še vedno »karikatura Puškinovega lastnega značaja«. Oba sta bila potomca starega režima bojarjev, ki se je zdaj znašel v družbi, kjer družinska dediščina ni bila cenjena, družbeno nepomemben.

### Kip
Bronastega jezdeca je izdelal Étienne Maurice Falconet in ga dokončal leta 1782. Katarina Velika, nemška princesa, ki se je poročila z družino Romanov, je naročila izdelavo kipa, da bi legitimirala svojo vladavino in zahtevala prestol ruskemu ljudstvu. Katarina je na oblast prišla z nezakonitim državnim udarom. Dala je na kip vpisati besedno zvezo Петру перьому Екатерина вторая, лѣта 1782, tako v latinščini kot v ruščini, kar pomeni Petru prvemu, Katarina druga, da bi izkazala spoštovanje do vladarja in pokazala, kje je videla svoje mesto med ruskimi vladarji.
Kip je nastajal 12 let. Prikazuje Petra Velikega na konju z iztegnjeno roko, ki sega proti reki Nevi v zahodnem delu države. Kip je hvaljen zaradi svoje dvoumnosti; pravijo, da je Puškin začutil dvoumno sporočilo kipa in ga je navdihnil, da je napisal pesem. V potopisu o Peterburgu leta 1821 je francoski državnik Joseph de Maistre komentiral, da ne ve, »ali Petrova bronasta roka varuje ali grozi«. 

### Mesto Sankt Peterburg
Sankt Peterburg je zgradil Peter Veliki v začetku 18. stoletja, na močvirnih obrežjih in otokih Neve. Težave pri gradnji so bile številne, a Petra ni motila poraba človeškega življenja, potrebna za uresničitev njegove vizije mesta na obali. Od rokodelcev, ki jih je prisilil, da so prišli na sever, da bi postavili temelje mesta, je umrlo na tisoče zaradi stisk in bolezni; in mesto na svoji nenaravni legi je bilo na milost in nemilost prepuščeno strašnim poplavam, ki so jih povzročili lomljenje ledu na Ladoškem jezeru tik vzhodno od njega ali – kot je opisano v pesmi – zaradi zahodnega vetra, ki je pihal nazaj po Nevi. Ena tako uničujoča poplava je bila leta 1777 in še enkrat leta 1824, v Puškinovem času in poplava, ki je nastala v pesmi, in so se nadaljevale, dokler ni bil zgrajen Sanktpeterburški jez.

## Teme

### Kip proti Evgeniju
Konflikt med carjem in državljanom ali cesarstvom in posameznikom je ključna tema Bronastega jezdeca. Kritiki se razlikujejo glede tega, ali je Puškin na koncu pri Evgeniju - malem človeku - ali Petru in zgodovinski nujnosti. Radikalni kritik iz 19. stoletja Vissarion Belinsky je pesem smatral za utemeljitev Petrove politike, medtem ko je pisatelj Dmitrij Merežkovski menil, da je pesem individualnega protesta.
Druga interpretacija pesmi nakazuje, da kip pravzaprav ne oživi, ampak da Evgenij izgubi razum. Puškin razjezi Evengija, da bi ustvaril »strašljivo razsežnost tudi za najbolj neumno osebnost in hkrati prikazal brezno, skrito v najbolj navidezno običajni človeški duši«. V zvezi s tem je videti, da je Evgenij postal razdedinjen človek tistega časa v skoraj enakem smislu kot tradicionalni epski junak.
Morda Evgenij sploh ni Petrov sovražnik. Po Newmanu je »[Evgenij] premajhen za to.« Namesto tega je junaški konflikt pesmi med Petrom Velikim in elementi, medtem ko je Evgenij le njena »impotentna žrtev«. Ko Evgenij postane vse bolj v stiski zaradi izginotja zaročenke, njegova vse večja tesnoba je soproizvedena z brezbrižnostjo čolnarja, ki vesla čez reko. Newman tako postavlja pod vprašaj, ali je Evgenii upravičen do teh občutkov in kako ti občutki odražajo njegov ne-nevaren položaj v odnosu do kipa.

### Človekov položaj v odnosu do narave
V samem dejanju spočetja in ustvarjanja svojega mesta v severnih močvirjih je Peter uvedel red na prvinski naravni prizor, ki je prikazan na začetku pesmi. Samo mesto, »milostno, a strogo« v svoji klasični zasnovi, je tako kot Falconetov kip, Petrov živi spomenik, ki nadaljuje njegov boj proti »divjim, nemirnim« finskim valovom. Njegovi granitni brežini morda večino časa držijo neukročene elemente v šahu, a tudi oni so nemočni pred tako hudim uporom, kot je bila poplava leta 1824. Zmaga valov je resda kratkotrajna: poplava se kmalu umakne in mesto se vrne v normalno stanje. Kljub temu je jasno, da jih nikoli ni mogoče odločno premagati; živijo, da bi se borili še en dan.
Psihoanalitično branje Daniela Rancour-Laferriereja nakazuje, da je v pesmi temeljna skrb za sindrom couvade ali rojstvo moških. Trdi, da odlomki o nastanku Peterburga spominjajo na grški mit o Zevsu, ki je rodil Ateno in predlaga, da poplava ustreza pogosti uporabi vode kot metafore za rojstvo v mnogih kulturah. Predlaga, da so podobe, ki opisujejo Petra in Nevo, spolno usmerjene: Peter je moški, Neva pa ženska.

### Nesmrtnost
Višjo avtoriteto najbolj jasno predstavlja Peter. Še več, predstavlja ga na način, ki ga loči od množice človeštva in celo (tako Puškin namiguje, kot bomo videli) od takih zatečenih avtokratov, kot je Aleksander I. Šele v prvih dvajsetih vrsticah pesmi se Peter pojavi kot živ človek. Dejanje se nato nenadoma premakne naprej za sto let, preostanek pesmi pa je postavljen v čas, ko je Peter očitno že zdavnaj mrtev. Kljub temu pa imamo ves čas Petrove žive prisotnosti občutek, kot da se mu je uspelo izogniti smrti na povsem nesmrten način. Razdelek, ki spominja na sodobni Sankt Peterburg – Petrovo mladostno ustvarjanje, v katerem živi njegov duh – namiguje na prvi rahli namig na to. Nato sledi bolj ekspliciten namig, ko Puškin izraža upanje, da finski valovi ne bodo 'motili brezstarega spanca velikega Petra'. Skleniti moramo, da Peter kljub vsemu ni mrtev: prebudil se bo iz spanja, če bi nevarnost kadarkoli ogrozila njegovo glavno mesto, srce naroda. Peter se ne pojavlja kot navaden človek, ampak kot elementarna sila: je agent v zgodovinskem procesu in tudi onkraj tega sodeluje v širšem kozmičnem boju med redom in neredom. Evgenij ima enak status s Petrom v povsem človeškem smislu, njegov upor proti državni oblasti pa se je izkazal za tako občudovanja vrednega in pomembnega kot upor dekambristov. Če pa se zdaj obrnemo k vprašanju Evgenijeve vloge v širši shemi stvari, moramo priznati, da se zdi nepomemben tretji dejavnik v enačbi, če ga gledamo v ozadju titanskega boja, ki se odvija med Petrom in elementi. Evgenij je proti obema popolnoma nemočen. Poplava odnese vse njegove sanje o sreči in v reki sreča svojo smrt. Petrov kip, ki je bil ob njunem prvem "srečanju" med poplavo s hrbtom obrnjen k Evgeniju, kot da bi ga ignoriral, ga pozno neusmiljeno preganja, ko si upa protestirati zaradi Petrove vloge v njegovem trpljenju. Ogromne, neosebne sile reda in kaosa, vklenjene v neskončen boj – to so, kot pravi Puškin, realnost: to so mlinski kamni usode ali zgodovinskega procesa, za katerega sta Evgenij in njegova vrsta le toliko zrna. .

## Simbolika

### Reka
Peter Veliki je reko in vse njene elementarne sile izbral kot entiteto, s katero se je vredno boriti. Peter jo »vpreže, obleče in spremeni v središče svojega imperija v nenadzorovani strasti, bolezni in nasilju. Upira se redu in tradiciji. Izhaja iz svojega naravnega toka.«  »Pred Petrom je reka živela v nenavadnem, a prvotnem obstoju« in čeprav Peter skuša uvesti red, reka simbolizira tisto, kar je naravno in se skuša vrniti v prvotno stanje. »Reka ne spominja na Evgenija kot pobudnika nasilja, ampak kot reaktant. Peter je svojo voljo vsilil ljudem (Evgenii) in naravi (Neva) kot sredstvo uresničevanja njegovih imperialističnih ambicij«  in tako Evgenij kot reka se skušata odtrgati od družbenega reda in sveta, ki ga je zgradil Peter.

### Bronasti jezdec
Bronasti jezdec simbolizira »carja Petra, mesto Sankt Peterburg in nenavaden doseg avtokracije nad življenjem navadnih ljudi.« Ko Evgenij grozi kipu, grozi »vsemu, kar je destilirano v ideji Peterburga«. Sprva je bil Evgenij le nizek uradnik, ki ga Bronasti jezdec ni mogel prepoznati, ker je bil Evgenij tako daleč pod njim. Vendar, ko ga Evgenii izzove, »Peter vplete v svet Evgenija« kot odgovor na Evgenijevo aroganco. »Kip se vmeša kot odgovor na njegov izziv« in galopira za njim, da bi zatrl njegov upor. Prej je bil Evgenij le majhen človek, na katerega se Bronasti jezdec ni trudil odgovoriti. Na Evgenijev izziv pa postane enakovredni in tekmec, ki ga mora Bronasti jezdec zatreti, da bi zaščitil dosežke, za katere se zavzema.

## Sovjetska analiza
Puškinova pesem je postala še posebej pomembna v času Sovjetske zveze. Puškin je Petra upodobil kot močnega voditelja, tako da je sovjetskim državljanom omogočil, da hvalijo svojega Petra, Josifa Stalina. Samega Stalina naj bi »najbolj rad primerjali« s Petrom Velikim. Anketa v Literaturnem sovremenniku marca 1936 je poročala o pohvalah Puškinovi upodobitvi Petra s komentarji v prid, kako je Bronasti jezdec upodobil rešitev konflikta med osebnim in javnim v korist javnosti. To je bilo v skladu s stalinističnim poudarkom, kako naj bi dosežke sovjetske družbe kot celote poveličevali nad trpljenjem posameznika. Sovjetski misleci so v Puškinova dela prebrali tudi globlje pomene. Andrej Platonov je napisal dva eseja v spomin na stoletnico Puškinove smrti, oba sta objavljena v Literaturnyi kritik. V Puškin, naš tovariš, je Platonov razširil svoj pogled na Puškina kot preroka poznejšega vzpona socializma. Platonov je zapisal, da Puškin ni le »odkrival skrivnosti ljudstva«, ampak ga je upodobil v Bronastem jezdecu, kjer je prišlo do trka med neusmiljenim prizadevanjem Petra Velikega za izgradnjo imperija, kot je bilo izraženo v gradnji Sankt Peterburga in Evgenijevim prizadevanjem za osebno srečo, ki se bo sčasoma združila in sprijaznila s prihodom socializma. Vodnik po preimenovanem mestu Josefa Brodskega »kaže, da sta Lenin in Jezdec enako brezsrčna razsodnika drugih usod«, kar povezuje delo z drugim velikim sovjetskim voditeljem.
Sovjetski literarni kritiki pa bi lahko pesem uporabili za podrejanje teh istih idealov. Leta 1937 je Rdeči arhiv objavil biografsko poročilo o Puškinu, ki ga je napisal E. N. Cherniavsky. V njem je Cherniavsky pojasnil, kako je mogoče Bronastega jezdeca razumeti kot Puškinov napad na represivno naravo avtokracije pod carjem Nikolajem I.. Potem ko je nasprotoval vladi in trpel njegov propad, Evgenij izziva simbol carske oblasti, a ga uniči njegova strašna, neusmiljena moč. Černjavski je morda uporabljal analizo tudi za napad na sovjetski sistem pod Stalinom. Do leta 1937 se je sovjetska inteligenca soočila z mnogimi enakimi vprašanji, s katerimi se je Puškinova družba borila pod Nikolajem I. Černjavski je razložil, kako je bil Evgenij simbol potlačenih množic po vsej Rusiji. Z izpodbijanjem kipa je Evgenij izpodbijal pravico avtokracije, da vlada ljudstvu. V skladu s sovjetskim zgodovinopisjem poznega carističnega obdobja je Černjavski subtilno namigoval na nasprotovanje najvišji oblasti, ki je trenutno vladala Rusiji. Rešitev konflikta med osebnim in javnim je ocenil s pohvalo zmagoslavja socializma, vendar ga je oblikoval tako, da je njegovo delo puščalo odprto za interpretacijo, da je medtem, ko je odkrito hvalil sovjetski napredek, s Puškinovo pesmijo kritiziral metode. s katerim je bilo to doseženo.

## Zapuščina in priredbe
Delo je imelo ogromen vpliv v ruski kulturi. Prizorišče Evgenijevega kljubovanja, Senatni trg, je bil po naključju tudi prizorišče upora dekambristov leta 1825. Na literarnem področju se Dostojevskega Dvojnik: Peterburška pesem [Двойник] (1846) neposredno ukvarja z Bronastim jezdecem, pri čemer Evgenijevo norost obravnava kot parodijo. Tema norosti je vzporedna z mnogimi Gogoljevimi deli in je postala značilna za rusko literaturo 19. in 20. stoletja. Roman Andreja Belyja Petersburg [Петербург] (1913; 1922) uporablja Bronastega jezdeca kot metaforo za središče moči v mestu Petersburg, ki je samo živo bitje in glavni lik Belijevega romana. Bronasti jezdec, ki predstavlja Petra Velikega, lovi glavnega junaka romana Nikolaja Albleukova. Tako je tako kot Evgenij prisiljen pobegniti iz kipa. V tem kontekstu Bely namiguje, da je Peter Veliki odgovoren za rusko nacionalno identiteto, ki je razpeta med zahodnimi in vzhodnimi vplivi.
Druge literarne reference na pesem so Pesem brez junaka Ane Akmatove, ki omenja Bronastega jezdeca »najprej kot topot nevidnih kopit«. Kasneje epilog opisuje njen pobeg pred zasledovalnim Jezdecem. V delu Valerija Briusova Za Bronastega jezdeca, ki je bilo izdano leta 1906, avtor namiguje, da je spomenik »predstava večnosti, tako brezbrižna do bitk in klanja, kot so bile Evgenijeve kletve«.
10. simfonijo Nikolaja Mjaskovskega (1926–1927) je navdihnila pesem.
Leta 1949 sta skladatelj Reinhold Morisevič Glière in koreograf Rostislav Zaharov pesem priredila v balet, ki je bil premierno uprizorjen v gledališču opere in baleta Kirov v Leningradu. To predstavo je z nekaj spremembami obnovil balet Jurija Smekalovaballet (2016) (2016) v Mariinskem gledališču v Sankt Peterburgu. Balet je ponovno uveljavil svoje mesto v repertoarju Mariinskega.